# Gheorghe Popovici (istoric)
Gheorghe Popovici (Teodor Robeanu) (n. 8 noiembrie 1863, Cernăuți – d. 12 iulie 1905, Muncaci, azi în Ucraina) a fost un jurist, istoric și poet român, membru corespondent al Academiei Române. A fost lider important al Partidului Poporal Național Român din Bucovina, la a cărui fondare a participat în anul 1892, devenind președinte al acestui partid în anul 1900.
Gheorghe Popovici a scris poezii sub pseudonimul "Teodor Robeanu".

## Biografie

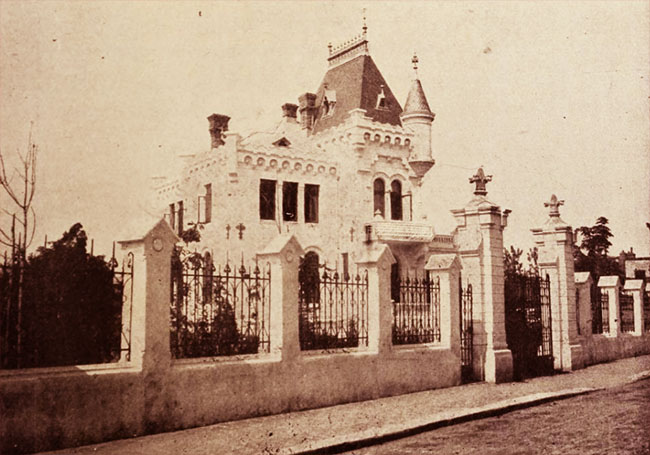
Casa neogotică a lui Gheorghe din București, Strada Părintele Galeriu nr. 6 (fosta Stradă a Venerei), proiectată de Giulio Magni

Gheorghe Popovici (Teodor Robeanu) a fost fiul preotului și profesor universitar Eusebiu Popovici. Mama sa, soția lui Eusebiu Popovici, a fost Elena Hacman. A făcut studii primare (începând din 1870) și secundare la Gimnaziul Superior de Stat din Cernăuți, absolvite în 1882. În continuare a efectuat studii superioare la Facultatea de Drept a Universității din Cernăuți (1882-1886). În timpul studenției a fost membru activ al Societății Academice Junimea al cărei președinte a devenit în 1884, precum și al Societății Concordia. Urmează specializări la Innsbruck  și Viena, încheiate cu doctorat în științe juridice, în anul 1894. A fost ales deputat în Dieta Bucovinei și în Consiliul Imperial de la Viena (din 1897). A fost redactor al publicației Foaia Legilor Imperiale pentru Ducatul Bucovinei, din anul 1898. În anul 1901 a renunțat la cetățenia austriacă  și s-a stabilit în România, la București, urmărind ocuparea unei catedre universitare la București. A fost membru corespondent al Academiei Române din 1905.

## Activitate publicistică
A depus o valoroasă activitate publicistică, colaborând cu articole de istorie, istoria dreptului, dar și cu versuri, la reviste și ziare cum sunt Candela, Convorbiri Literare, Revista politică, Gazeta Bucovinei, Patria, Tribuna etc. 

### Publicații
- Index Zolkievensis, în Candela, Cernăuți, nr. 3, 1884
- Mihai Vodă și moșnenii din Sularul - o încercare interpretativă, 1886
- Opt documente române privitoare la mănăstirea Putna (1707-1778), în Candela, 1886
- Vechile așezăminte românești, 1887
- Runc - glosă la o colecțiune inedită de documente moldo-câmpulungene, în Convorbiri literare, 1892
- Nuvelă de castel, Cernăuți, 1894
- Starostia Sepinicensă - Notiță privitoare la istoria vechii organizațiuni a Moldovei de Sus, 1900
- Ordinea de succesiune a moșiilor donative moldovene în sec. XV, 1903
- Anul de la martie în Moldova în timpul lui Alexandru cel Bun, 1905
- Poezii postume, București, 1908 (publicate de Șt. O. Iosif și Dimitrie Anghel)
- Megieșii la români; Studiu asupra pareimiei juridice „ai carte, ai parte”; Jurământul cu brazda în cap, fragment din Istoria dreptului român; Dușegubina, fragment din Istoria dreptului român (conferințe în cadrul Societății Junimea).

## Aprecieri postume
În semn de omagiu la adresa personalității sale, o stradă din orașul Suceava poartă numele "Teodor Robeanu".